# Segno della fovea

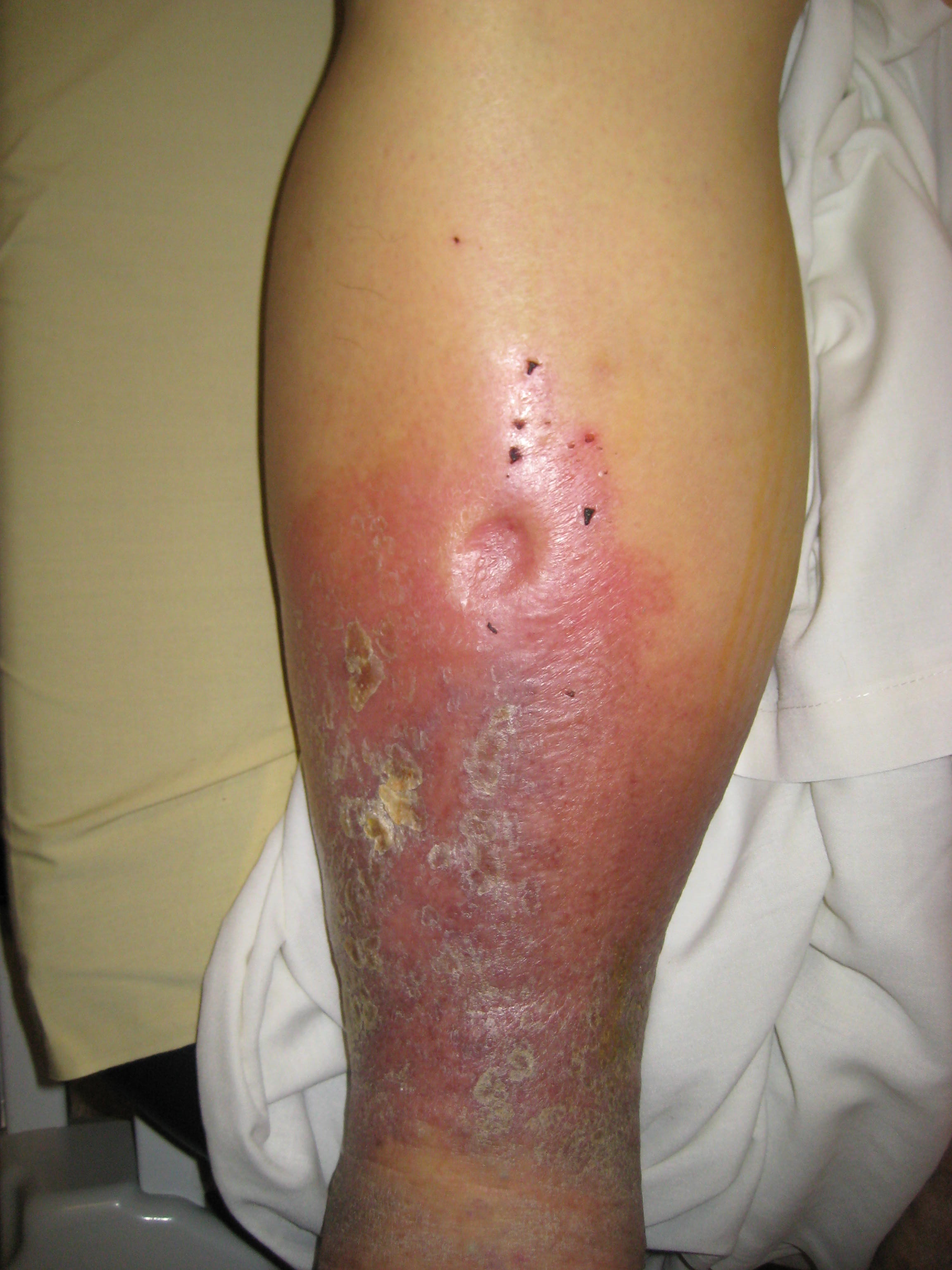
Edema in un paziente con insufficienza epatica cronica. Si noti la fovea dopo digitopressione.

Con il termine segno della fovea ci si riferisce alla formazione, in seguito a digitopressione, di una fossetta o di una depressione transitoria. È un segno di tessuto edematoso con edema di recente insorgenza.

## Etimologia
Il termine italiano fovea deriva dall'analogo termine della lingua latina avente il significato di depressione, fossa o buca. Il termine fovea a sua volta deriva dal latino fodere, cioè scavare.

## Esecuzione
Per ricercare la fovea è necessario comprimere con la punta di un dito sulla regione oggetto di esame. A seguito della digitopressione può permanere un'impronta, più o meno profonda, detta fovea. Tale fossetta si viene a determinare per lo spostamento di liquido interstiziale dalla zona compressa alle zone circostanti. La presenza del segno della fovea sta ad indicare che la tumefazione che si sta indagando è dovuta ad edema e che quest'ultimo è probabilmente recente e facilmente reversibile. L'impronta lasciata dalla digitopressione tende a regredire lentamente nel giro di alcuni minuti.

## Regioni oggetto di indagine
Il segno della fovea è più facilmente riscontrabile in quelle regioni corporee nelle quali al di sotto della cute vi è la presenza di un piano osseo duro. Nei pazienti che sono in grado di deambulare il segno può essere individuato premendo sulla regione pretibiale od a livello dei malleoli della caviglia. Nei pazienti allettati il segno è più facilmente apprezzabile in regione sacrale.

## Significato clinico
Clinicamente questo segno semeiotico riveste una scarsa importanza. La prova viene in genere eseguita durante un esame obiettivo per valutare l'accumulo di liquidi negli arti inferiori dei pazienti con scompenso cardiaco o renale.
Gli edemi linfatici in una prima fase (fase acuta) tendono a dare un segno della fovea positivo. Successivamente con il cronicizzarsi della patologia vanno incontro a degenerazione fibrotica assumendo una consistenza dura, a seguito della quale il segno della fovea diventa difficilmente o per nulla apprezzabile.